# Karl Plagge

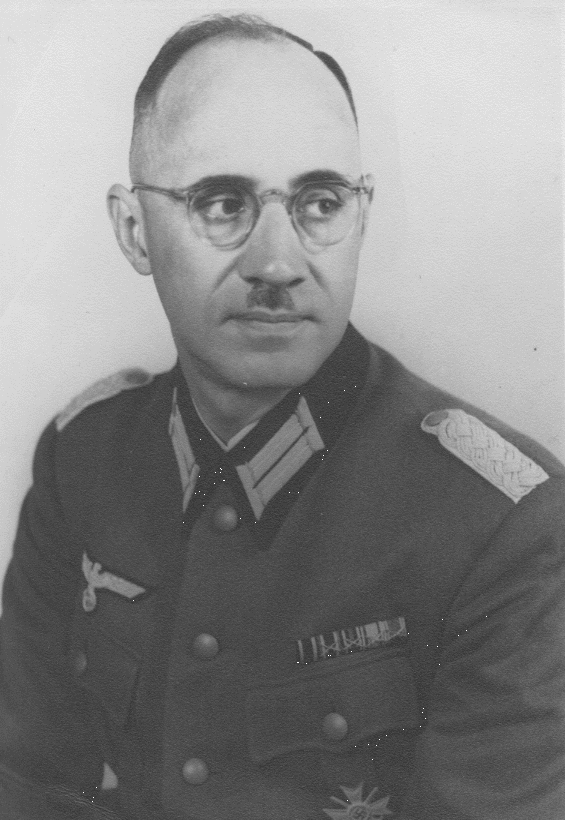
Karl Plagge (ca. 1943)

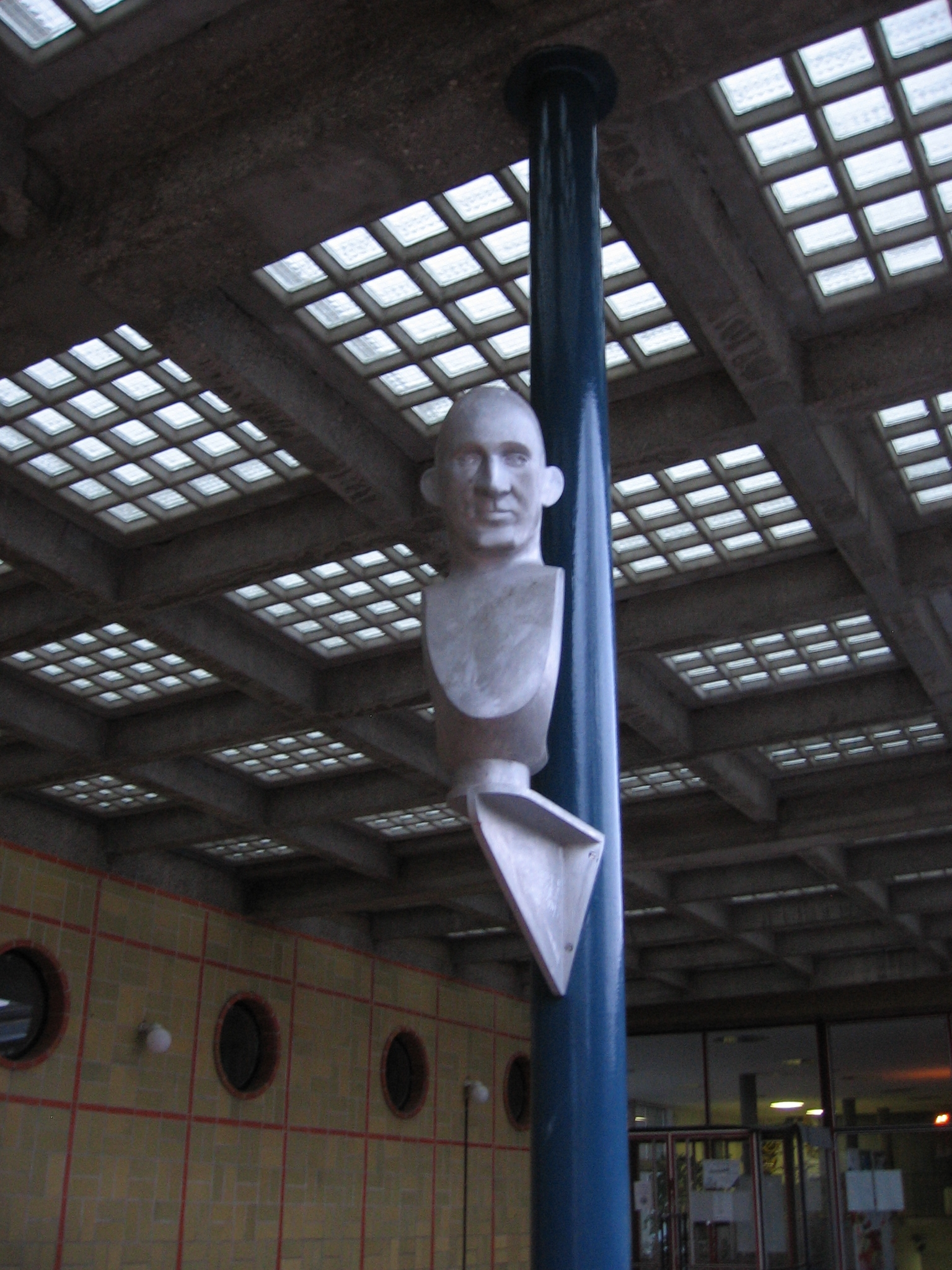
Büste von Karl Plagge auf dem Schulhof des Ludwig-Georgs-Gymnasiums

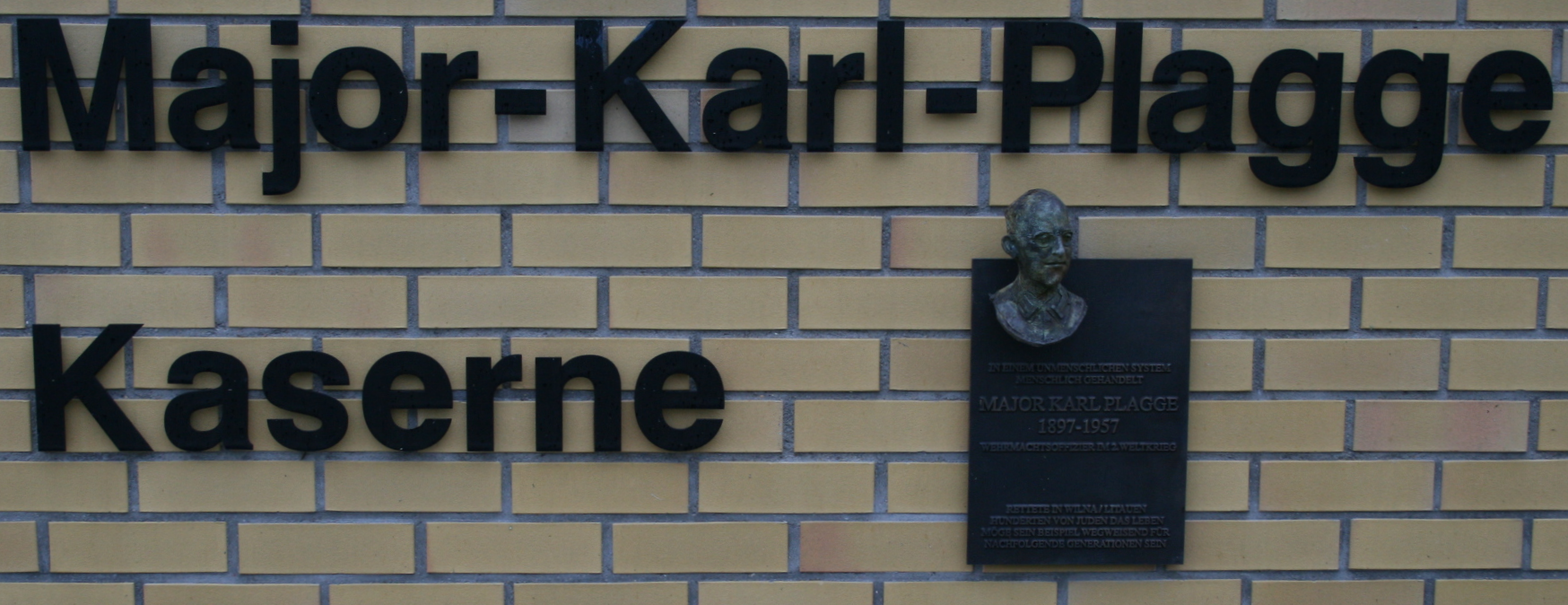
Inschrift und Bronzegedenktafel von Ariel Auslender im Eingangsbereich der Major-Karl-Plagge-Kaserne bei Darmstadt

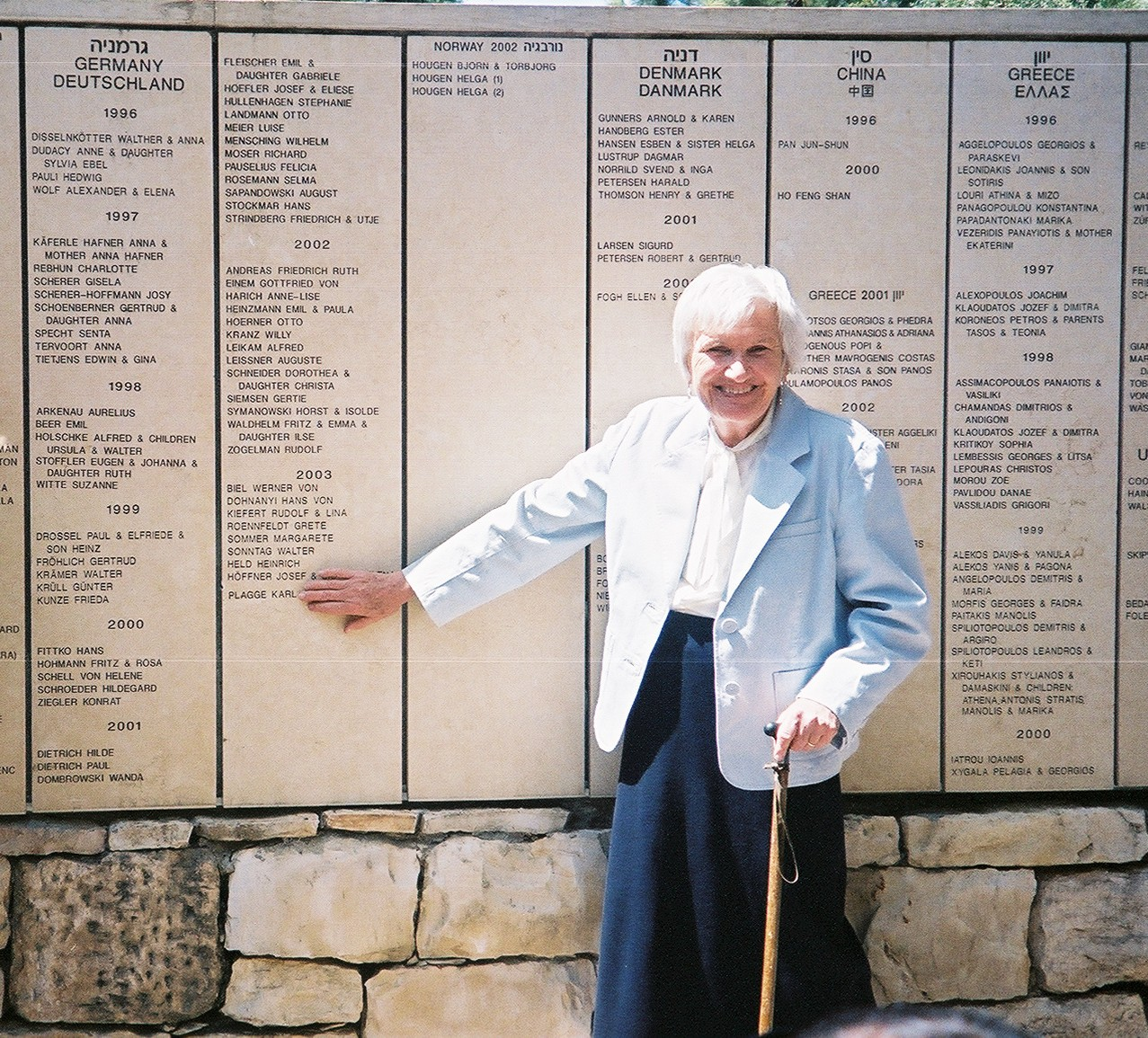
Pearl Good, von Karl Plagge gerettet, zeigt auf den Namen Plagges an der Wand der Gerechten im Yad Vashem

Karl Eduard Adolf Theoderich Plagge (* 10. Juli 1897 in Darmstadt; † 19. Juni 1957 ebenda) war ein deutscher Offizier der Wehrmacht, zuletzt Major, der während des Zweiten Weltkrieges mindestens 250 ihm zugewiesene jüdische Zwangsarbeiter vor der Ermordung in dem Ghetto Vilnius des Nationalsozialismus bewahrte.
Sein Einsatz als Judenretter wurde erst über 40 Jahre nach seinem Tod umfänglich dokumentiert und führte 2004 zur Ehrung als Gerechter unter den Völkern. Nach ihm ist die Major-Karl-Plagge-Kaserne der Bundeswehr in Pfungstadt benannt.

## Vor dem Krieg
Karl Plagge wurde 1897 als Sohn des Darmstädter Arztes Theoderich Plagge (1862–1904) und seiner Frau Marie Johanne Luise (Mareike) geb. von Bechtold geboren. Er besuchte das Ludwig-Georgs-Gymnasium.
Nach dem Abitur 1916 wurde Plagge zum Kriegsdienst im Ersten Weltkrieg eingezogen. Er kämpfte in den Schlachten von Verdun, an der Somme und in Flandern. Er geriet in britische Kriegsgefangenschaft, aus der er erst 1919 nach Darmstadt zurückkehrte. In Gefangenschaft erkrankte Plagge an Polio, wodurch seine Beine geschädigt wurden, so dass er lebenslang hinkte.
Ab dem Wintersemester 1919/20 studierte er bis 1924 Maschinenbau an der TH Darmstadt. Nach verschiedenen Tätigkeiten in der Wirtschaft absolvierte er eine Ausbildung in medizinischer Chemie, bevor er 1933 als beratender Ingenieur bei der Maschinenfabrik Hessenwerke in Darmstadt angestellt wurde. Der Inhaber der Fabrik Kurt Hesse war mit einer „halbjüdischen“ Frau verheiratet und ein aktives NSDAP-Parteimitglied, um sich so einen gewissen Schutz gegen die antisemitischen Anfeindungen zu verschaffen. 1935 wurde Plagge Patenonkel von Hesses Sohn Konrad, obwohl dieser seit den 1935 verabschiedeten Nürnberger Rassegesetze aufgrund seiner Mutter als „Halbjude“ galt. 1938 wurde Plagge leitender Angestellter der Fabrik, auch um nach außen hin ein Parteimitglied präsentieren zu können, gerade weil Plagge kein überzeugter Nazi war.
Zum 1. Dezember 1931 trat er der NSDAP bei (Mitgliedsnummer 810.096). Plagge erkannte nach und nach, dass das NS-Regime in verbrecherischer Weise zum Kriege hetzte. Es kam zu Streitigkeiten mit dem Kreisschulungsleiter, vor allem weil sich Plagge als Lehrer weigerte, ideologische Schulungen durchzuführen, die er als unwissenschaftlich und ablehnenswert ansah.

## Während des Krieges
siehe auch: Holocaust in Litauen
Im September 1939 wurde er als Ingenieuroffizier zur Wehrmacht eingezogen. Als Major war Plagge ab 1941 der Leiter des Heereskraftfahrparks (HKP) 562 Ost im litauischen Wilna (Vilnius). Vor dem Krieg war Vilnius eine Hochburg jüdischen Lebens gewesen und die Zahl jüdischer Einwohner war noch durch Flüchtlinge vor anti-semitischen Pogromen angewachsen.
Mit dem deutschen Angriff auf die Sowjetunion 1941 marschierten deutsche Truppen auch in Litauen ein und begannen schnell, die jüdische Bevölkerung durch Massenerschießungen vor allem im Aukštieji Paneriai zu ermorden. Gegen Ende 1941 wurden nur die „Arbeitsjuden“ und ihre engsten Familien zunächst verschont, während knapp 140.000 jüdische Zivilisten bis Dezember 1941 ermordet wurden. Im Protokoll der Wannseekonferenz, die am 20. Januar 1942 stattfand, wird für Litauen die Anzahl der verbliebenen Juden auf 34.000 beziffert. Die Arbeitsausweise, genannt „gelbe Scheine“, die einem jüdischen Arbeiter Tätigkeit in einer kriegswichtigen Einrichtung bescheinigten, waren der einzige Schutz vor Verschleppung und Ermordung, allerdings nur für den Arbeiter selbst, seine Frau und maximal zwei Kinder. Andere Familienangehörige wurden nicht geschützt. Gegen Ende 1941 gab es Konflikte innerhalb der Nazi-Bürokratie: Während die SS und Gestapo alle Juden ungeachtet ihres Nutzens für die Kriegsindustrie ermorden wollte, waren die Wehrmacht und die Rüstungswirtschaft darum bemüht, die Juden als Sklavenarbeiter weiterhin für die Kriegsindustrie nutzen zu können. Dies führte zu einem Aufschub für die „Arbeitsjuden“ in Litauen, die zunächst am Leben gelassen wurden.
Plagge wurde unter den Juden im Ghetto Wilna als „anständiger Deutscher“ bekannt, da er solche Arbeitsausweise in großer Anzahl verteilte und auch Lehrer, Geschäftsleute und Ärzte zu kriegswichtigem Personal erklärte. Jüdische Arbeiter konnten mit diesen Ausweisen das Ghetto verlassen, um in den Werkstätten des HKP zu arbeiten, und kehrten abends zurück.

## HKP-Lager
Plagge konnte, indem er die Konflikte innerhalb der Nazi-Bürokratie mit ihren sich überschneidenden Verantwortungsbereichen ausnutzte, im September 1943 kurz vor der Liquidierung des Ghettos in Vilnius ca. 1500 Juden, viele davon Frauen und Kinder, in ein eigens eingerichtetes Arbeitslager, des Heereskraftfahrparks (HKP) 562 Ost bringen. Dort waren die Bedingungen erheblich besser als in anderen Lagern, unter anderem wurden Familien so weit wie möglich intakt gelassen (Plagge begründete dies seinen Vorgesetzten gegenüber als notwendig, um die Moral der Arbeiter aufrechtzuerhalten) und die Arbeitszeit betrug „nur“ zwölf Stunden. Zusätzlich sorgte Plagge nicht nur für das Unterbinden von sadistischem Verhalten der ihm unterstellten Wehrmachtsoffiziere, sondern bemühte sich auch um eine bessere Versorgung der ihm unterstellten polnischen und jüdischen Gefangenen, z. B. durch Ausgabe eines Mittagessens oder die Tolerierung eines Schwarzmarktes für Lebensmittel. Dies bedeutete nicht, dass die Gefangenen gut versorgt waren, aber unter Plagges Leitung starb kein Gefangener an Unterernährung, in starkem Kontrast zu anderen Arbeitslagern, in denen rigoros gegen den Schmuggel von Lebensmitteln durchgegriffen wurde und viele Gefangene an Hunger und/oder Krankheiten starben.
Da viele der polnischen und jüdischen Arbeiter keinerlei Fachwissen hatten, erfand Plagge weitere Arbeitsplätze, u. a. die Zucht von Angorakaninchen oder das Schreinern von Möbeln. Ärzte wurden dafür eingesetzt, ein „Lagerhospital“ zu bemannen, während Frauen und Kinder an private Firmen vermietet wurden, die Wehrmachtsuniformen reparierten.
Bei mehreren Gelegenheiten schaffte es Plagge, Juden oder Polen zu befreien, die von der litauischen Polizei verhaftet worden waren. Jeder Jude, der erst einmal, oft vollkommen wahllos, verhaftet wurde, war zur Ermordung bestimmt, sofern nicht ein deutscher Vorgesetzter „seine“ Juden zurückforderte. Plagge wurde mehrfach gebeten solche Gefangenen zu befreien, was er oft, aber nicht immer, schaffte. So erfand er beispielsweise kurzerhand einen „Notfall“, um einhundert Juden aus dem Gefängnis zu befreien.
Den jüdischen Gefangenen war durch das Hören des BBC Worldservice mittels eines selbstgebauten Radios bewusst, dass sich die Front immer weiter Richtung Deutschland bewegte und dass in jedem KZ die Juden getötet wurden, bevor sie von der Roten Armee befreit werden konnten. Es war damit klar, dass früher oder später auch das HKP-Lager von diesen Morden betroffen sein würde. Die Gefangenen schmiedeten daher Pläne, entweder um aus dem Lager zu entkommen oder um sich eine Maline (jiddisch für Versteck) zu schaffen. Allerdings waren die Juden in einem Dilemma gefangen: Selbst diejenigen mit einem geeigneten Versteck hatten nur sehr begrenzte Vorräte, weshalb sie keinesfalls zu früh in die Maline verschwinden konnten, wo ihnen Wasser und Nahrung sehr schnell ausgehen würden. Anderseits war es selbstverständlich auch tödlich, das Versteck zu spät aufzusuchen.
Zwei Tage bevor das Ghetto Vilnius während der sowjetischen Sommeroffensive Operation Bagration durch die Rote Armee zurückerobert wurde, warnte Plagge in Anwesenheit des zu seiner Ablösung vorgesehenen SS-Kommandeurs die Zwangsarbeiter in einer verschlüsselten Ansprache am 1. Juli 1944 vor der bevorstehenden Übernahme des Lagers durch die SS am folgenden Tag, indem er den Gefangenen versicherte, dass sie während ihrer Evakuierung von der SS eskortiert würden, einer „wie ihr wisst Organisation zum Schutz von Flüchtlingen“. Diese Rede wurde von allen anwesenden Juden sehr deutlich als Warnung verstanden. Einigen Häftlingen gelang in dieser Nacht die Flucht aus dem Lager. Andere versteckten sich in Malines. Etwa 500 Häftlinge konnten sich nicht rechtzeitig verstecken und wurden von der SS am 3. Juli 1944 in Aukštieji Paneriai (polnisch Ponary) erschossen. Weitere Häftlinge wurden bei der Liquidation des Lagers durch die SS entdeckt und ermordet. Etwa 250 Menschen gelang es aufgrund von Plagges Warnung jedoch, bis zur endgültigen Besetzung des von Adolf Hitler zum „Festen Platz“ erklärten Vilnius durch die Rote Armee in selbst vorbereiteten Verstecken zu überleben.
Plagge wurde mit seiner Einheit inmitten des chaotischen Rückzugs der Wehrmacht in Richtung Westen evakuiert, wo er seine gesamte Einheit in die amerikanische Gefangenschaft führte, ohne einen einzigen Mann zu verlieren.
1947 wurde ein Entnazifizierungsverfahren gegen Plagge angestrengt, da er nicht nur Parteimitglied, sondern auch noch Kommandant eines Arbeitslagers gewesen war. Auch wenn zahlreiche seiner Untergebenen und sein Freund Konrad Hesse für ihn aussagten, war das Gericht zunächst skeptisch gegenüber seinen Behauptungen, dass er Juden und Polen durch Zwangsarbeit gerettet habe. Die Wendung im Prozess brachte der überraschende Auftritt der Zeugin Maria Eichamueller, die aussagte, dass einige Juden, die nun in einem DP-Lager lebten, ihr aufgetragen hätten, nach Plagge zu suchen und ihm Dank auszusprechen, und angeboten hätten, Plagge mit Nahrung oder Geld zu unterstützen, sollte er solche Hilfe benötigen.
Die Verteidigung plädierte dafür, Plagge als „Mitläufer“ einzustufen, während die Anklage keine Einstufung forderte, also mutmaßlich von Plagges Unschuld an Kriegsverbrechen ausging. Die Spruchkammer stufte Plagge schließlich als Mitläufer ein, obwohl seine Taten ihn als Entlasteten qualifiziert hätten.
Wie auch Oskar Schindler machte er sich bis zu seinem Tod Vorwürfe, zu wenige Menschen gerettet zu haben. Am 19. Juni 1957 starb Karl Plagge in Darmstadt an Herzversagen. Er wurde auf dem Alten Friedhof in Darmstadt beerdigt.
Karl Plagge war seit 1933 mit Anke Madsen (1905–1987) verheiratet. Die Ehe blieb kinderlos.

## Ehrungen
Auf die Initiative von Überlebenden und deren Nachkommen unter Federführung des US-Amerikaners Michael Good wurde Plagge am 11. April 2005 der Ehrentitel „Gerechter unter den Völkern“ zuteil. Anträge auf diese Ehrung in den Jahren 2000 und 2002 waren abgelehnt worden.
Am 24. Januar 2008 wurde er von der Carnegie Stiftung für Lebensretter Deutschland mit der Lebensrettermedaille geehrt.
Ehrungen in Darmstadt und Umgebung:
- Vor dem früheren Senatssaal der Technischen Universität Darmstadt im Alten Hauptgebäude in der Hochschulstrasse erinnert seit dem 18. Juni 2003 eine Gedenktafel an ihn.

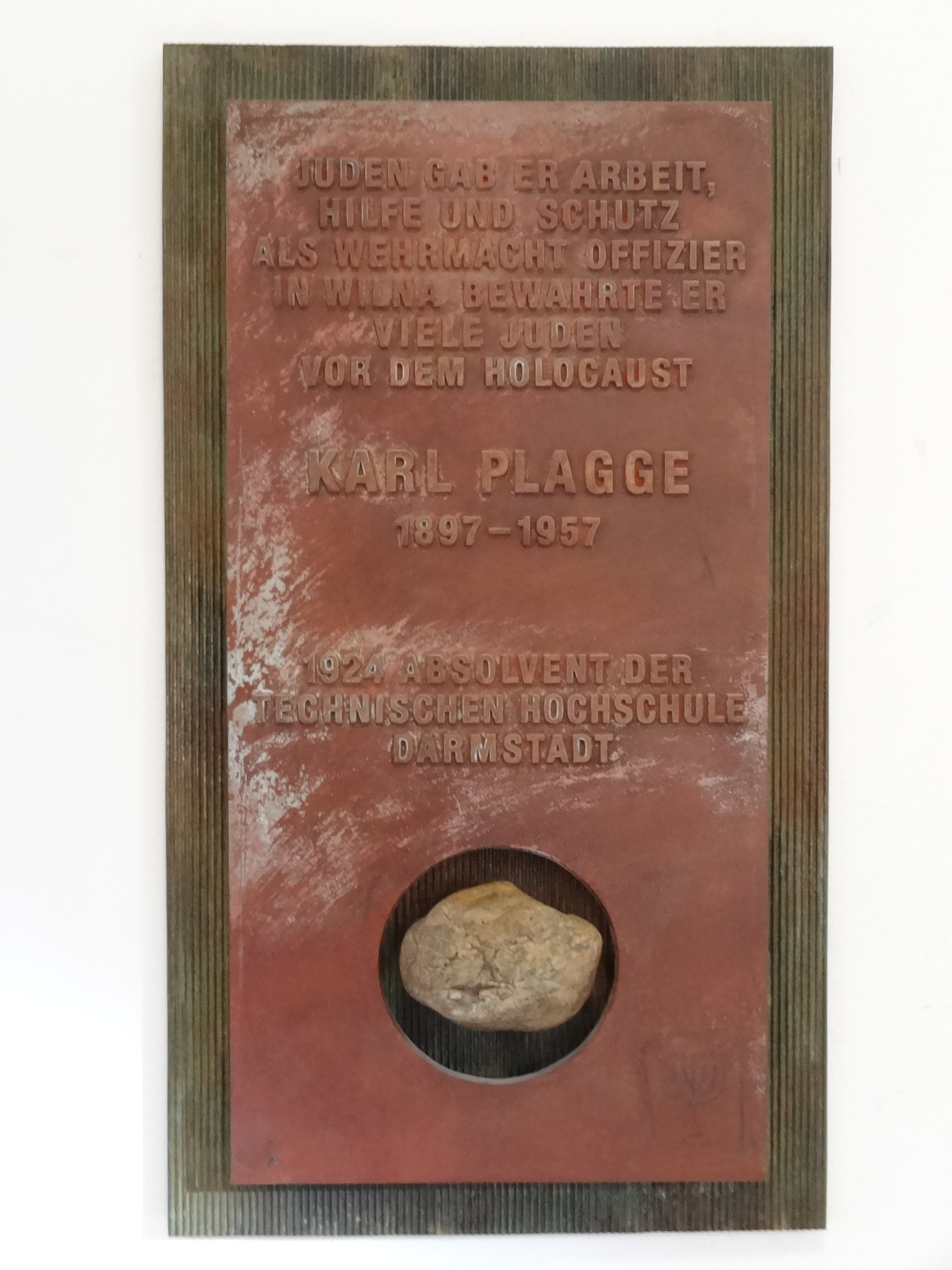
Gedenktafel für Karl Plagge vor dem früheren Senatssaal der TU Darmstadt, Altes Hauptgebäude

- Am 10. Februar 2006 wurde die ehemalige Frankenstein-Kaserne in Pfungstadt bei Darmstadt in Major-Karl-Plagge-Kaserne umbenannt.
- Auf dem Schulhof des Ludwig-Georgs-Gymnasiums befindet sich seit dem 10. Februar 2006 eine Büste von Plagge (siehe Abbildung) des Bildhauers Gerhard Roese.
- Am 4. Mai 2017 eröffnete die Technische Universität Darmstadt einen nach Karl Plagge benannten Neubau mit der Schreibweise „Karl Plagge-Haus“.[13]

## Karl Plagge Award
Der Karl Plagge Award ist ein Preis – gestiftet von Nachkommen der Familie von Karl Plagge – für Schulklassen in Litauen, die sich in über das im Lehrplan vorgesehene Maß hinaus mit der jüdisch-litauischen Vergangenheit beschäftigt haben. Der Preis wird jährlich vergeben und wird vom litauischen Kultusministerium unterstützt.

## Dokumentationen
- Im Schatten des Krieges. Geschichten von Opfern, Tätern und Rettern. Dokumentation, 45 Min., Produktion: ZDF-History, Erstsendung: 29. Juli 2007
- Der gute Nazi – Karl Plagge und die Juden von Vilnius. Dokumentation, 44 Min., 29. Dezember 2019, nicht mehr abrufbar: ZDF-Mediathek